# Pam Bondi
Pamela Jo «Pam» Bondi (Tampa, 17 de noviembre de 1965) es una abogada,  lobista y política estadounidense. Es la actual fiscal general de los Estados Unidos, desde el 5 de febrero de 2025. Miembro del Partido Republicano, sirvió como fiscal general de Florida de 2011 a 2019.

## Educación y niñez
La ciudad natal de Bondi es Temple Terrace, Florida. Su padre Joseph Bondi fue un concejal de ciudad y alcalde de Temple Terrace. Se graduó en C. Instituto de King del Leon en Tampa, Florida. Bondi se graduó en la Universidad de Florida en 1987 con un grado en Justicia Criminal. Luego ella se  graduó de Stetson Escuela de Ley con un JD en 1990 y estuvo admitida a La Barra de Florida el 24 de junio de 1991.

## Carrera
Es exfiscal y portavoz en el Condado de Hillsborough, Florida, donde trabaja como Fiscal estatal adjunto. Bondi renunció a este trabajo para buscar la oficina del procurador general de Florida. Ha hecho presentaciones en Scarborough País con Joe Scarborough y en varios programas de noticias en MSNBC y trabajado para Fox News como analista legal.
Bondi  procesó al exjugador de la Liga Mayor de Béisbol, Dwight Gooden en 2006 por violar los plazos de su libertad condicional y por abuso de sustancias. Bondi también proceso a los acusados de la muerte de Martin Anderson en 2007.

### Fiscal general
En 2010, Bondi derrota al senador estatal demócrata Dan Gelber por un 55% a 41% para convertirse en fiscal general del Estado de Florida.
Bondi fue reelegida en noviembre de 2014, recibiendo el 55% de los votos. Su oponente, George Sheldon, recibió el 42% de los votos.

## Vida personal
Bondi casada con Garret Barnes en 1990, se divorcia 22 meses después. En 1996, se casa con Scott Fitzgerald. El matrimonio termina en divorcio después de 6 años.